# Evergestis obliqualis
Evergestis obliqualis is een vlinder uit de familie van de grasmotten (Crambidae). De wetenschappelijke naam van de soort is voor het eerst in 1883 gepubliceerd door Augustus Radcliffe Grote.
De soort komt voor in de Verenigde Staten.